# Чі-Чі-Нікуті
Чі-Чі-Нікуті (перс. چي چي نيكوتي) — село в Ірані, у дегестані Агандан, в Центральному бахші, шагрестані Ляхіджан остану Ґілян. За даними перепису 2006 року, його населення становило 174 особи, що проживали у складі 45 сімей.